# Anisothrix
Anisothrix is een geslacht van vlinders van de familie snuitmotten (Pyralidae), uit de onderfamilie Chrysauginae.

## Soorten
- A. adustalis Ragonot, 1890
- A. agamalis Hampson, 1906
- A. grenadensis Schaus, 1904